# Diego Pineda
Diego Iván Pineda Juárez (San Luis Potosí, 8 aprile 1995) è un calciatore messicano, attaccante del Venados.

## Caratteristiche tecniche
È un centravanti.

## Carriera

### Nazionale
Nel 2015 con la nazionale Under-20 messicana ha disputato il campionato nordamericano Under-20 ed il Mondiale Under-20.

## Palmarès

### Nazionale
- Campionato CONCACAF Under-20: 1

2015